# Sina Doering
Sina Döring (også kendt som Sina; født 6. maj 1999 i Marburg, Hessen, Tyskland) er en tysk trommeslager. Hun driver tillige en YouTube-kanal, hvor der diskuteres emner relateret til trommer og slagtøj samt oplægges diverse trommecovers af diverse kendte sange.

## Karriere
Sina begyndte at spille trommer, da hun var 10 år gammel. I efteråret 2013 startede hun YouTube-kanalen Sina-drums. På kanalen laver hun drum-covers, covers, samarbejder med andre musikere, egen musik og børneviser.
Sina's mest populære video er et drum-cover af Dire Straits-sangen "Sultans of Swing" fra 1978, udgivet 28. oktober 2016. Videoen har pr. oktober 2024 mere end 70 millioner visninger. Andre populære videoer er drum-covers af Deep Purples "Smoke on the Water" fra 1972 og af The Surfaris hit "Wipe Out" fra 1963, begge covers udgivet i 2016 og pr. oktober 2024 vist mere end 37 og 29 millioner gange. Hendes drum-cover af Deep Purple-sangen "Burn" fra 1974 blev udgivet i juni 2018 og er pr. oktober 2024 vist 9,1 millioner gange. Deep Purples trommeslager Ian Paice beskrev Sinas video som "brilliant" i en video udgivet 2020-06-10 på Youtube-kanalen Ian Paice Drumtribe.
Siden 2015 har Sina spillet på trommer fra Kirchhoff Schlagwerk, en tysk trommefabrikant med hovedkontor i Krefeld i Nordrhein-Westfalen. Hun spiller på Kirchhoff Arctic (grå) siden 2015, Kirchhoff Arctic (gennemsigtig rød-orange-gul) siden 2017 og Kirchhoff Black Oyster (sort/hvid) siden 2018.
I 2017 begyndte hun at spille i hårdrockbandet The Gäs fra Köln. De øvrige medlemmer er Pedro Cardoso (sang), Jakob Timmermann (guitar), Michael Krol (guitar, bas) og Mike Schneider (bas, guitar). The Gäs udgav albummet Savage 2018. Sina forlod bandet i marts 2021 og erstattedes af Hanno Kerstan.
Siden efteråret 2020 har Sina læst musik på ArtEZ University of Arts i Arnhem i Holland. Siden efteråret 2022 har hun haft sit eget studio på en husbåd i Arnhem.

## Privatliv
Hun er datter af den tyske musiker Mike Wilbury (kunstnernavn for Michael Doering), der siden 1999 har spillet i Beatles tribute-bandet The Silver Beatles og med Beatles-shows som She Loves You, Beatlemania, Come Together og Yesterday og som siden 2006 har arbejdet som musikproducent og studiomusiker. Wilbury driver Your Sound Tube, som er et lille netværk for musikproducenter. Netværkets kerne består af Sina, Mike Wilbury og den engelske keyboardspiller og arrangør Rick Benbow.